# Saruq al-Hadid

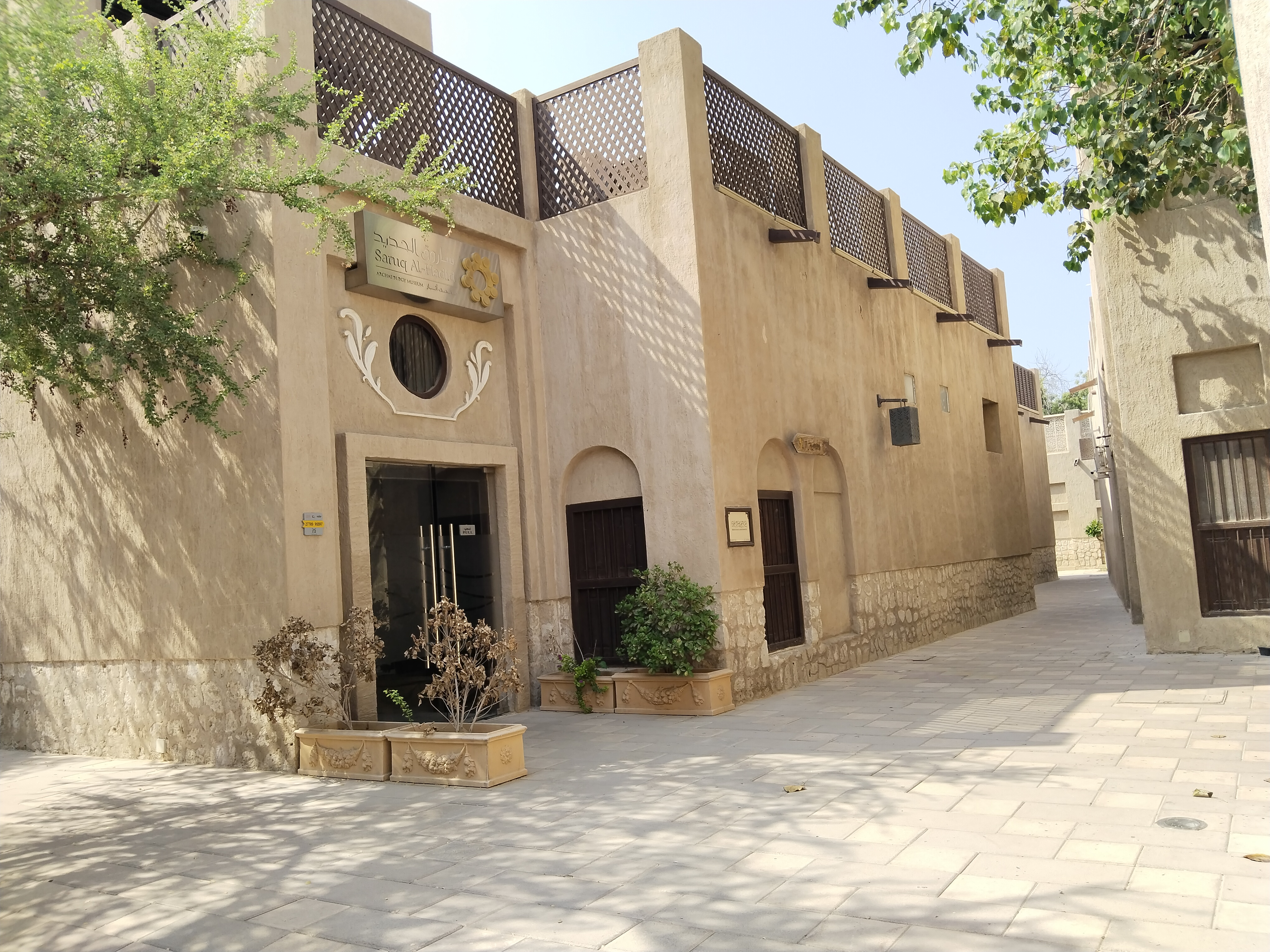

Saruq al-Hadid – stanowisko archeologiczne w Zjednoczonych Emiratach Arabskich, w Dubaju, położone na pustyni Rab al-Chali, około 70 kilometrów od Dubaju.

## Badania archeologiczne
Saruq al-Hadid badane jest od 2002 roku pod auspicjami Dubai Municipality. Na przestrzeni lat pracowało tu kilka ekspedycji zagranicznych z: University of New England (Australia), Sanisera Archaeological Institute (Hiszpania), Thomas Urban and Partners (Niemcy), a także Centrum Archeologii Śródziemnomorskiej Uniwersytetu Warszawskiego (od 2016).
Stanowisko położone jest na terenie pokrytym piaszczystymi wydmami, miejscami warstwa piasku przykrywająca zabytki sięga 6 metrów. Było wielokrotnie opuszczane i sezonowo zasiedlane w ciągu kilku tysiącleci. Wyróżniono warstwy użytkowania od okresu Umm an-Nar (2000 p.n.e–1600 p.n.e.) po okres przedislamski (ok. 800–300 n.e.). W okresie Umm an-Nar i Wadi Suq była to osada pasterska zamieszkiwana przez nomadów. Natomiast w epoce żelaza miejsce to funkcjonowało jako ośrodek metalurgiczno-handlowy, wytop miedzi odbywał się tu na masową skalę. Szczyt tej działalności przypada na II okres epoki żelaza (1100–600 p.n.e.). Tysiące zabytków znajdowano na obszarze przekraczającym 1 km², przede wszystkim obiekty wykonane z miedzi i jej stopów, złota i żelaza, a także ceramiczne i kamienne naczynia, paciorki z kamieni półszlachetnych, jak również ogromną ilość żużlu i innych odpadów poprodukcyjnych. Niektóre spośród naczyń ceramicznych czy obiektów miedzianych dekorowane było wizerunkami węży. Prawdopodobnie działalności metalurgicznej towarzyszyły we wczesnych okresach epoki żelaza praktyki rytualne, w których centralną rolę odgrywały przedstawienia węża, często znajdowane w okolicach palenisk.